# Mourenx
Mourenx település Franciaországban, Pyrénées-Atlantiques megyében. Lakosainak száma 5744 fő (2022. január 1.). Mourenx Lagor, Lahourcade, Noguères és Os-Marsillon községekkel határos.

## Népesség
A település népességének változása:
| Lakosok száma | 6770 | 6536 | 6666 | 6485 | 6341 | 6122 | 5903 | 5846 | 5744 |
|               | 2013 | 2015 | 2016 | 2017 | 2018 | 2019 | 2020 | 2021 | 2022 |